# Pequeños sinvergüenzas
Pequeños sinvergüenzas que tiene el título alternativo de Los pequeños sinvergüenzas tras el tesoro de la misión es una película de Argentina filmada en colores dirigida por Antonio Ottone sobre su propio guion que se produjo en 1990 y no se estrenó comercialmente. Tuvo como actores principales a Valeria Reyes Grandez,  Mariano Álvarez,  Jorge Melgarejo y Milton Roses.

## Sinopsis
La búsqueda de un tesoro escondido por los jesuitas en la selva de Misiones por un grupo de niños.

## Reparto
- Valeria Reyes Grandez
- Mariano Álvarez
- Jorge Melgarejo
- Milton Roses
- José Luis Zoto
- Jorge Figueredo
- Elvira Romei
- Luis Alsina
- Rubén Lirussi
- Alberto Rodríguez
- Jorge Omar Melo
- Raúl Maggiolo
- Roberto Zarlenga